# Хередален (община)
Община Хередален (на шведски: Härjedalens kommun) е разположена в лен Йемтланд, североизточна Швеция с обща площ 11 935 km2 и население 10 281 души (към 31 декември 2013). Административен център на община Хередален е град Свег.